# 1921年1月9日行動
1921年1月9日行動是法國海軍和蘇維埃俄羅斯在俄羅斯內戰期間進行的一場短暫的海戰。當時法國的阿拉伯级驱逐舰萨卡拉夫号和塞内加莱号在海上拦截正在执行布雷任务的苏俄船隻Elpidifor No415。在經過短暂的炮战后，苏俄船隻被击中並搁浅，並且有70人傷亡。